# عمر لاروسا
عمر لاروسا (بالإسبانية: Omar Larrosa) مواليد 18 نوفمبر 1947 في لانوس، هو لاعب كرة قدم أرجنتيني دولي سابق كان يلعب كلاعب وسط. اعتزل اللعب عام 1981. سبق له أن لعب في كأس العالم لكرة القدم مع منتخب بلاده. بدأ مسيرته الرياضية عام 1967 مع بوكا جونيورز.

## المسيرة الاحترافية

### أندية لعب لها
- بوكا جونيورز
- أرجنتينوس جونيورز
- هوراكان
- إنديبندينتي
- فيليز سارسفيلد
- نادي سان لورينزو

## روابط خارجية
- عمر لاروسا على موقع الاتحاد الدولي (مؤرشف)  (الإنجليزية)
- عمر لاروسا على موقع قاعدة بيانات كرة القدم.إي يو (الإنجليزية)
- عمر لاروسا على موقع ناشيونال فوتبول تيمز (الإنجليزية)